# Traffic in Souls
Traffic in Souls er en amerikansk stumfilm fra 1913 af George Loane Tucker.

## Medvirkende
- Jane Gail som Mary Barton
- Ethel Grandin som Lorna Barton
- William H. Turner som Issac Barton
- Matt Moore som Larry Burke
- Walter Long